# Liste schottischer Philosophen
Schottische Philosophinnen und Philosophen

## A
- Archibald Alison (1757–1839)

## B
- Alexander Bain (1818–1903)
- James Beattie (1735–1803)
- Hugh Binning (1627–1653)
- Hugh Blair (1718–1800)
- Hector Boece (1465–1536)
- Archibald Allan Bowman (1883–1936)
- Thomas Brown (1778–1820)
- James Burnett (1714–1799)

## C
- Edward Caird (1835–1908)
- Henry Calderwood (1830–1897)
- Archibald Campbell (1691–1756)
- Charles Arthur Campbell (1897–1974)
- George Campbell (1719–1796)
- Thomas Carlyle (1795–1881)
- Gershom Carmichael (1672–1729)

## D
- James Dalrymple, 1. Viscount of Stair (1619–1695)
- George Elder Davie (1912–2007)
- Johannes Duns Scotus (1265–1308)

## F
- Adam Ferguson (1723–1816)
- James Frederick Ferrier (1808–1884)
- Robert Flint (1838–1910)
- David Fordyce (1711–1751)
- Alexander Campbell Fraser (1819–1914)

## G
- Robert Galbraight (ca. 1483 bis 1544)
- Alexander Gerard (1728–1795)
- L. Gordon Graham (1949)

## H
- William Hamilton (1788–1856)
- David Hume (1711–1776)
- Francis Hutcheson (1694–1746)

## J
- Henry Jones (Philosoph) (1852–1922)

## K
- Henry Home Kames (1696–1782)
- John Knox (1513–1572)

## L
- John Laird (1887–1946)
- Robert Latta (1865–1932)
- George Lokert (1485–1547)
- Lorenz von Lindores (ca. 1372–1437)

## M
- John Macmurray (1891–1976)
- John Major (um 1467–1550)
- William Manderston (ca. 1485 bis 1552)
- Andrew Melville (1545–1622)
- John Millar (1735–1801)
- William Minto (1845–1893)

## P
- Andrew Seth Pringle-Pattison (1856–1931)
- Herbert James Paton (1887–1969)

## R
- David Daiches Raphael (1916–2015)
- Thomas Reid (1710–1796)
- David George Ritchie (1853–1903)
- William Robertson (1721–1793)

## S
- Henry Scougal (1650–1678)
- James Seth (1860–1925)
- Mary Shepherd (1777–1847)
- Adam Smith (1723–1790)
- Norman Kemp Smith (1872–1958)
- Dugald Stewart (1753–1828)
- James Hutcheson Stirling (1820–1909)

## T
- George Turnbull (1698–1748)

## V
- John Veitch (1829–1894)

## W
- Robert Wallace (1697–1771)